# Sen Monorom
Saen Monourom est une ville du Cambodge située dans la province de Mondol Kiri.

## Démographie
En 2009 sa population était d’environ 7 500 habitants.